# جورج أتكينسون (رائد أعمال)
جورج أتكينسون (بالإنجليزية: George Atkinson)‏ هو رائد أعمال أمريكي، ولد في 2 يونيو 1935 في شانغهاي في الصين، وتوفي في 3 مارس 2005 في Northridge, Los Angeles ‏ في الولايات المتحدة بسبب نفاخ رئوي.

## وصلات خارجية
- جورج أتكينسون على موقع IMDb (الإنجليزية)
- جورج أتكينسون على موقع قاعدة بيانات الفيلم (الإنجليزية)